# Андаки (река)
Андаки (Андакис-цкали, Ардоти, Ардотис-цхали, Муцус-цкали, груз. ანდაქი) — река в Грузии, протекает в Душетском муниципалитете края Мцхета-Мтианети. Правый приток Аргуна.
Длина реки составляет 31 км, площадь водосборного бассейна — 271 км².

## География
Берёт начало на северном склоне Главного Кавказского хребта у горы Малая Борбало. Течёт на север по горному ущелью. На реке расположены селения Андаки, Арчило, Ардоти, Муцо. Устье реки находится в 124 км по правому берегу реки Аргун на высоте 1334 м над уровнем моря.
Притоки:
- 9,6 км: река Хонис-Цкали, по правому берегу;
- 15 км: река Чанчахис-Цкали, по левому берегу[1].